# ラビットラ
ラビットラは、吉本興業（大阪本社）所属のお笑いコンビ。2014年結成。旧コンビ名は、トラビット。

## メンバー
渡邊 瞬（わたなべ しゅん、1986年10月30日 - ）（38歳）
- 兵庫県宝塚市出身。立ち位置は向かって左。
- 身長は170 cm。体重は65 kg。血液型はA型[1]。
- NSC大阪校28期生と同期扱い。
- 既婚者で二児の父。親子カットで息子と同じ髪型にしている。
- 靴は3足しか持っておらず、新しく買ったら古いものは必ず1足捨てる。パンツは2本しか持っていない。短パンは一生履かないので全て捨てたとのこと。
- 趣味は食べ歩きで、特技はウェッジカットのフライドポテトを揚げること。なおフライドポテトアンバサダー検定でシルバーに合格。2025年6月には食品衛生管理者の資格も所得。
- オリジナルゲームを考案するのが得意。YouTubeや単独ライブで披露している。
- 住宅ローン（35年）を保有している。
- 相方のことを歩くのが速いと思っている。

松本 直也（まつもと なおや、1987年10月18日 - ）（37歳）
- 兵庫県尼崎市出身。立ち位置は向かって右。
- 出身校は、中学・高校ともに吉本新喜劇の今別府直之と同じである。
- 身長は170 cm。体重は57~67 kgで、季節によって変動する。なお2025年7月現在はアスリートボディ。血液型はB型。
- NSC大阪校29期生と同期扱い。
- 短パンを好んで履き、一生履き続けると決めている。が、とても色白。
- 極度の汗かきのため、少しでも涼しくするためにノースリーブやタンクトップを着ることが多い。首もとがつまっている方がよいなどのこだわりがあるため、Tシャツの袖を切って自作している。なおタンクトップの丈は世界一長い。
- 趣味は格闘技・映画鑑賞・テーマパークめぐりで、テーマパークへの愛が深く常に思いをめぐらせている。特技はキャンプをすることと洋服を綺麗にたたむこと[1]、Tシャツのハンギング（ハンガーにかけるスピードがとても速い）。
- トリオ結成前は放送芸術学院の同級生の中松勇樹と「アーリアン」というコンビで活動しており、M-1グランプリ2010に準決勝に進出している[2]。
- 2024年にサウナを覚えた。
- 相方に歩くのが速いと思われている。

## 来歴
- アーリアンとして活動していた松本と中松に、ピンで活動していた渡邊が加わる形でトリオ「BARUSAN」を結成。2年後に中松が抜ける形でコンビを結成。当初のコンビ名はトラビットであったが、同名の歌手がいたためラビットラに変更。渡邊が寅年生まれで松本が卯年生まれであることに由来する[3]。
- 2017年に新人お笑い尼崎大賞の漫才・コント等の部で大賞を受賞した[3]。
- 2023年には関西演芸しゃべくり話芸大賞の決定戦に進出。翌年には、NHK上方漫才コンテストとNHK新人お笑い大賞の決勝戦に進出している[4][5]。

## 賞レース戦歴

### M-1グランプリ
| 年度             | 結果      | エントリー No. | 会場                                  | 日程     | 備考         |
| ---------------- | --------- | -------------- | ------------------------------------- | -------- | ------------ |
| 2015年（第11回） | 2回戦進出 | 470            | [大阪] テイジンホール                 | 10月6日  |              |
| 2016年（第12回） | 3回戦進出 | 1163           | [大阪] よしもと漫才劇場               | 10月19日 |              |
| 2017年（第13回） | 2回戦進出 | 1675           | [大阪] 大丸心斎橋劇場                 | 10月11日 |              |
| 2018年（第14回） | 2回戦進出 | 1962           | [大阪] 大丸心斎橋劇場                 | 10月12日 |              |
| 2019年（第15回） | 2回戦進出 | 494            | [大阪] 朝日生命ホール                 | 10月9日  |              |
| 2020年（第16回） | 2回戦進出 | 2209           | [京都] よしもと祇園花月               | 10月28日 |              |
| 2021年（第17回） | 2回戦進出 | 2022           | [大阪] 森ノ宮よしもと漫才劇場         | 10月8日  |              |
| 2022年（第18回） | 3回戦進出 | 2860           | [大阪] よしもと漫才劇場               | 10月25日 |              |
| 2023年（第19回） | 2回戦進出 | 1728           | [大阪] 森ノ宮よしもと漫才劇場         | 10月16日 | 1回戦2位通過 |
| 2024年（第20回） | 3回戦進出 | 4598           | [大阪] COOL JAPAN PARK OSAKA TTホール | 10月28日 | 1回戦1位通過 |

### その他賞レース
- 2017年 新人お笑い尼崎大賞漫才・コント等 大賞
- 2023年 第12回 関西演芸しゃべくり話芸大賞 決勝戦進出
- 2024年 NHK上方漫才コンテスト 決勝戦進出
- 2024年 NHK新人お笑い大賞 決勝戦進出
- 2024年 第13回 関西演芸しゃべくり話芸大賞 決勝戦進出

## 出演
- ネタパレ（フジテレビ）
- ラビットラとキャタピラーズの今夜もスベり知ラズ!?（FMaiai）
- ますます！ハイヒール（MBSラジオ）